# Grete Mostny
Grete Mostny (Linz (Oostenrijk), 17 september 1914 – Santiago (Chili) 15 december 1991) was een Chileense antropoloog van Joods-Oostenrijkse afkomst. Mostny werd in Oostenrijk geboren, maar moest dat land verlaten na de opkomst van de nazi's. Mostny ging naar België om haar studie af te maken en vertrok daarna naar Chili. Aan het einde van de Tweede Wereldoorlog werd haar weer toegestaan terug naar Oostenrijk te komen. Mostny besloot zich echter te laten naturaliseren tot Chileens burger. Mostny leidde verschillende archeologische expedities. Verder stond ze aan het hoofd van het Chileense Museo Nacional de Historia Natural (MNHN).

## Leven en werk
Mostny werd in 1914 in Linz geboren. Ze stond ingeschreven aan de Universiteit van Wenen, maar moest die in 1937 verlaten vanwege de opkomst van de nazi's. Ze had haar doctoraalscriptie over kleding in Egypte al geschreven, maar moest in 1939 in Brussel opnieuw haar doctoraal behalen. Ze had al eerder deelgenomen aan archeologische expedities naar zowel Luxor als Caïro (Egypte). Samen met haar broer Kurt en haar moeder ging Mostny naar Chili. Dit land ving indertijd grote aantallen Duitse vluchtelingen op. In 1939 bestond al een grote Duitse gemeenschap in Chili waarin sprake was van veel antisemitisme.
Aan het einde van de Tweede Wereldoorlog mocht Mostny weer terugkeren naar Oostenrijk; ze koos er echter voor zich in 1946 tot Chileens burger te laten naturaliseren.
Mostny leidde een aantal archeologische expedities in Zuid-Amerika. Ze was ook betrokken bij de verwerking van de Plomo mummie toen deze in het Museo Nacional de Historia Natural werd afgeleverd. Deze gemummificeerde resten van een kind waren gevonden op een berg waar het was geofferd door de Inca's.
Mostny volgde Humberto Fuenzalida Villegas op als directeur van het Chileense Museo Nacional de Historia Natural (MNHN) in Santiago. Ze stond van 1964 tot 1982 aan het hoofd van dit museum.
Mostny overleed in 1991 aan de gevolgen van kanker.

## Eerbetoon
De Universiteit van Wenen onderhoudt haar biografie omdat ze als slachtoffer van het nationaalsocialisme weggestuurd werd van de universiteit. De geschiedkundige en culturele faculteit van de universiteit kent sinds 1913 een scriptieprijs toe ter ere van Mostny.
Mostny's doctoraalscriptie is ook in keramische vorm opgeslagen in een zoutmijn in Hallstatt.